# Lamar Miller
Lamar Miller (* 25. April 1991 in Miami, Florida) ist ein ehemaliger US-amerikanischer American-Football-Spieler auf der Position des Runningback in der National Football League (NFL). Er spielte den Großteil seiner Karriere bei den Miami Dolphins und den Houston Texans.

## Frühe Jahre
Miller ging in seiner Geburtsstadt Miami zur High School. Später besuchte er die University of Miami, wo er auch für das Collegefootballteam als Runningback spielte.

## NFL

### Miami Dolphins
Miller wurde im NFL-Draft 2012 in der vierten Runde an 97. Stelle von den Miami Dolphins ausgewählt. Am 1. Juni 2012 unterzeichnete Miller einen Vierjahresvertrag bei den Dolphins. Am zweiten Spieltag seiner ersten NFL-Saison erzielte er im Spiel gegen die Oakland Raiders mit einem 15-Yard-Lauf seinen ersten Touchdown in der NFL. Ab der Saison 2013 war er der gesetzte erste Runningback bei den Dolphins. 2014 erzielte er das bisher erste und einzige Mal über 1000 erlaufene Yards in einer Saison. Am letzten Spieltag der Saison erzielte er einen 97-Yard-Touchdown im Spiel gegen die New York Jets, was einen Franchise-Rekord darstellt.

### Houston Texans
Am 9. März 2016 unterzeichnete Miller einen Vierjahresvertrag bei den Houston Texans.
In der Pre-Season 2019 verletzte er sich, so dass er kein Spiel mehr absolvieren konnte. Er wurde am 26. August 2019 auf die Injured Reserve List gesetzt.

### New England Patriots
Am 13. August 2020 wurde Miller von den Patriots unter Vertrag genommen. Direkt danach wurde er auf die PUP-List gesetzt. Am 31. August 2020 wurde er von dieser aktiviert und am 5. September 2020 wurde er entlassen.

### Chicago Bears
Am 5. Oktober wurde er in das Practice Squad der Bears aufgenommen. Für das Spiel in Woche 10 gegen die Minnesota Vikings wurde er in den aktiven Kader befördert und danach wieder in das Practice Squad degradiert.

### Washington Football Team
Am 17. Dezember wurde er aus dem Practice Squad der Bears vom Washington Football Team unter Vertrag genommen. Am 15. August 2021 wurde Miller entlassen.

### New Orleans Saints
Am 19. Oktober 2021 nahmen die New Orleans Saints Miller für ihren Practice Squad unter Vertrag. Am 16. November entließen sie ihn wieder, ohne dass er zum Einsatz gekommen war.